# Farwell (Michigan)
Farwell è un villaggio degli Stati Uniti d'America, situato nello Stato del Michigan, nella contea di Clare.